# Tomicus piniperda
Il blastofago del pino, citato anche come blastofago distruttore del pino (Tomicus piniperda (Linnaeus, 1758)) è una specie di coleottero  della famiglia dei Curculionidi (sottofamiglia Scolytinae).

## Distribuzione e habitat
Distribuito in tutta Europa, nell'Africa nord-occidentale e nell'Asia settentrionale, a causa delle abitudini alimentari e al processo riproduttivo, è una delle specie più infestanti e distruttive a carico dei pini dell'Europa settentrionale, dell'arco alpino e delle regioni mediterranee.

## Biologia
La sua principale pianta nutrice è il pino silvestre (Pinus sylvestris), ma utilizza anche il pino nero europeo (Pinus nigra), il pino marittimo  (Pinus pinaster), il pino strobo (Pinus strobus), il pino rosso (Pinus resinosa), il pino cembro (Pinus cembra), con una modesta estensione ad altre specie di pino e, più raramente, su pecci e larici.